# Ultraconservadorisme
L'ultraconservadorisme fa referència a punts de vista extremadament conservadors en política o pràctica religiosa. En la política moderna, ultraconservador es refereix generalment als conservadors de l'⁣extrema dreta en l'⁣espectre polític, que inclou grups o individus que es troben a la dreta d'aquells disposats a pactar temporalment amb els polítics moderats i que continuen amb el dret d'incloure partits marginals.
Els elements de l'ultraconservadorisme solen dependre de la crisi cultural; sovint donen suport a l'antiglobalisme, adoptant postures d'⁣antiimmigració, nacionalisme i sobirania, utilitzen el populisme i la polarització política amb pràctiques dins i fora del grup. La principal ideologia econòmica per a la majoria dels ultraconservadors és el neoliberalisme. L'ús de les teories de la conspiració també és comú entre els ultraconservadors.